# Басманов, Гавриил Иванович
Гаврии́л Ива́нович Басма́нов (18 августа 1920 — 1 марта 1945) — Герой Советского Союза (16.10.1943), участник Великой Отечественной войны, радист роты связи 360-го стрелкового полка 74-й стрелковой дивизии 13-й армии Центрального фронта, красноармеец.

## Биография
Родился в 1920 года в деревне Покровка ныне Стерлитамакского района Башкирии. Русский. Образование неполное среднее. Член ВКП(б) с 1945 года. В 1935—1938 годы работал в колхозе «Согласие» Стерлитамакского района.
В Красную армию призван в 1938 году Стерлитамакским райвоенкоматом. Служил в пограничных войсках. В 1940—1942 годы работал судебным исполнителем в городе Стерлитамаке. В начале 1942 года вновь призван в Красную армию Стерлитамакским райвоенкоматом. На фронтах Великой Отечественной войны с марта 1942 года.
Красноармеец Г. И. Басманов 23—25 сентября 1943 года одним из первых переправился на западный берег реки Днепр севернее села Комарин Гомельской области и установил связь с командованием. В ожесточенном бою с численно превосходящим противником Г. И. Басманов показал себя храбрым бойцом. Пробравшись с небольшой группой разведчиков в тыл немцев Г. И. Басманов передавал командованию важные сведения о противнике. При возвращении разведчики натолкнулись на группу солдат вермахта и вступили с ними в бой. Г. И. Басманов гранатами уничтожил 10 немцев, пробился к нашим позициям и вынес из боя раненого бойца.
Звание Героя Советского Союза с вручением ордена Ленина и медали «Золотая Звезда» (№ 3927) Гавриилу Ивановичу Басманову присвоено 16 октября 1943 года.
В 1944 году после тяжёлого ранения Г. И. Басманов был уволен из армии и вернулся на родину. Умер 1 марта 1945 года.

## Награды и звания
- Медаль «Золотая Звезда» Героя Советского Союза (№ 3927)[1][2]
- Орден Ленина
- Орден Красной Звезды (17.08.1943)[3]
- Медаль «За боевые заслуги» (13.07.1943)[4]

## Память
- Похоронен на родине, в деревне Покровка.
- В Стерлитамакском районе в селе Наумовка установлен бюст Басманова.
- На зданиях школ в деревне Покровке и селе Наумовка установлены мемориальные доски.
- Одна из улиц деревни Покровка носит имя Героя.
- Имя Героя размещено на Аллее Славы в Комарине (Гомельская область, Беларусь), с портретом и биографией[5].